# Mark Johnston
Mark Johnston (St. Catharines, 31 de agosto de 1979) es un deportista canadiense que compitió en natación, especialista en el estilo libre.
Ganó dos medallas de bronce en el Campeonato Mundial de Natación en Piscina Corta, en los años 1999 y 2002.
Participó en dos Juegos Olímpicos de Verano, en los años 2000 y 2004, ocupando el quinto lugar en Atenas 2004, en la prueba de 4 × 200 m libre.

## Palmarés internacional
| Campeonato Mundial en Piscina Corta | Campeonato Mundial en Piscina Corta | Campeonato Mundial en Piscina Corta | Campeonato Mundial en Piscina Corta |
| Año                                 | Lugar                               | Medalla                             | Prueba                              |
| ----------------------------------- | ----------------------------------- | ----------------------------------- | ----------------------------------- |
| 1999                                | Hong Kong (China)                   | Medalla de bronce                   | 4 × 200 m libre                     |
| 2002                                | Moscú (Rusia)                       | Medalla de bronce                   | 200 m libre                         |